# Nazime Sultan
Nazime Sultan (turco ottomano: ناظمه سلطان, lett. "nuvola" o "poesia"; Istanbul, 25 febbraio 1867 – Jounieh, 9 novembre 1947) è stata una principessa ottomana, figlia del sultano Abdülaziz e della consorte Hayranidil Kadin.

## Origini
Nazime Sultan nacque il 25 febbraio 1867 a Istanbul, nel Palazzo Dolmabahçe. Suo padre era il sultano ottomano Abdülaziz e sua madre la consorte Hayranidil Kadin. Aveva un fratello minore, Abdülmecid II.
Il 30 maggio 1876 suo padre fu deposto e rinchiuso, con la sua famiglia, nel Palazzo Feriye, dove morì in circostanze sospette pochi giorni dopo, il 4 giugno. 
Dopo che Abdülhamid II, cugino di Nazime, salì al trono, la famiglia di Abdülaziz venne liberata, anche se la maggior parte, fra cui Nazime, sua madre e suo fratello, rimasero a vivere nel Palazzo Feriye. 
Anni dopo, intervistata da Adil Sulh Bey a proposito, dichiarò:
Qualsiasi affermazione che mio padre si sia suicidato è una menzogna. Ho visto coi miei occhi che lo hanno ucciso.

## Matrimonio
Il 20 aprile 1889 Abdülhamid II la diede in sposa ad Ali Halid Pasha, figlio di Ibrahim Derviş Pasha. Le nozze si tennero a Palazzo Yıldız, insieme a quelle delle sue sorellastre Saliha Sultan ed Esma Sultan, e a quelle di Zekiye Sultan, figlia di Abdülhamid II.
La coppia visse nel Palazzo di Kuruçeşme, oggi noto come Palazzo Nazime Sultan, dove lei ospitava musici di musica classica. Non ebbero figli.

## Beneficenza
Nazime Sultan faceva parte di due associazioni benefiche.
La prima era la Müdafaa-i Milliye Hanımlar Cemiyeti (Capitolo femminile della Società di difesa nazionale), fondata nell'ottobre 1912 per assistere profughi e feriti delle guerre balcaniche. Nel febbraio 1912 si tennero due riunioni presso l'aula magna di Darülfünun, presiedute da Nazime Sultan, Nimet Mukhtar, figlia di Khedive Isma'il Pasha, e Selma Hanım, sorella di Ahmed Rıza Bey, un importante membro del CUP e capo del parlamento. 
La seconda era il "Centro per le donne Hilal-i Ahmer", fondato nel 1912 all'interno della pre-esistente "Associazione ottomana Hilal-i Ahmer", con lo scopo di fornire assistenza medica a Istanbul e nella provincia. Nel maggio 1915 Nazime donò 50 lire turche per fornire letti e altri beni ai soldati impegnati nella Campagna di Gallipoli.

## Esilio
La dinastia ottomana venne esiliata nel 1924. Nazime Sultan e suo marito si trasferirono a Jounieh, in Libano. A differenza di molti membri della sua famiglia, che dopo l'esilio vissero in condizione precarie o addirittura di indigenza, Nazime e suo marito riuscirono a salvare anche i loro averi e a Jounieh vivevano in un grande palazzo con giardino.
Nel 1932, in occasione del matrimonio di sua nipote Dürrüşehvar Sultan, figlia di Abdülmecid II, col principe Azam Jah, figlio del Nizam Osman Ali Khan, Asif Jah VII, Nazime le donò una tiara di diamanti.
Quando poi Neslişah Sultan, nipote sia di Abdülmecid II sia di Mehmed VI, sposò nel 1940 il principe Mohamed Abdel Moneim, figlio del chedivè d'Egitto Abbas Hilmi, le offrì un magnifico bracciale con incastonati tre grossi diamanti.
In quell'occasione, Neslişah Sultan disse che la sua prozia era minuscola, e che, se da bambina e da ragazza era stata descritta come graziosa o addirittura bella, era invecchiata male ed era ora piuttosto bruttina, con labbra carnose, ma che aveva una grande personalità e carisma.

## Morte
Nazime Sultan morì il 9 novembre 1947 a Jounieh, ultima sopravvissuta dei figli di Abdülaziz. Venne sepolta nel monastero di Solimano, a Damasco, in Siria.
Suo marito morì l'anno dopo, mentre era a La Mecca per il pellegrinaggio sacro.

## Onorificenze
Nazime Sultan venne insignita delle seguenti onorificenze:
- Ordine della Casa di Osman
- Ordine di Mejīdiyye, ingioiellato
- Ordine della Carità, 1ª classe